# House of the Seasons
House of the Seasons (장손?, JangsonLR) è un film del 2023 diretto da Oh Jung-min.
Si tratta dell'esordio alla regia di un lungometraggio per il coreano Oh Jung-min, che è anche sceneggiatore, montatore e figura tra i produttori.
In lingua italiana è stato reso disponibile sottotitolato in streaming per una settimana (dal 21 al 27 marzo 2025) su Mymovies One con la collaborazione del Florence Korea Film Festival.

## Trama
In una grande casa della Corea rurale, vive la famiglia Kim, retta dal patriarca Seung-pil e da sua moglie Mal-nyeo, che vedono riunirsi tutti quanti per i tradizionali riti buddisti che si svolgono nel cuore dell'estate.
L'arrivo da Seul di Seong-jin mette in chiaro quanto questo sia il nipote prediletto e pertanto destinato a ereditare l'attività di famiglia, un'azienda che produce tofu. Il ragazzo, finiti gli studi, è però rimasto nella grande città dove, partecipando a serie televisive e film come attore, ha anche guadagnato una certa notorietà. Di fatto poi non ha ancora ben chiaro cosa fare nella vita e quando annuncia ufficialmente di rinunciare a prendere in mano le redini dell'azienda di famiglia, scatena il caos. Il padre Tae-geun, con problemi di alcolismo, è quello più sconvolto, mentre la sorella Mi-hwa, incinta, capisce più di tutti la situazione e si prepara con il marito a condurre lei gli affari di famiglia.
L'improvvisa morte nell'autunno successivo dell'anziana Mal-nyeo fa emergere ulteriori malcontenti in seno alla famiglia. Hae-sook, sorella di Tae-geun, che vive accanto alla grande casa di famiglia, ha un marito infermo e, vantando anche vecchi prestiti fatti alla madre, pretende di avere una buona fetta dell'eredità della stessa che per altro non poteva avere grandi beni e che per giunta non vengono neanche trovati. L'attrito tra i fratelli sfocia nell'incendio che distrugge la casa di Hae-sook quando per fortuna non vi era nessuno all'intero. Il sospetto che Tae-geun, ubriaco, possa aver fatto una follia è fugato dal figlio Seong-jin, cui la zia Hae-sook, forse mossa dalla possibilità di incassare il risarcimento di un'assicurazione, fa una mezza confessione rispetto alla responsabilità dell'incendio.
La famiglia è rallegrata dalla nascita del bimbo di Mi-hwa, con lo zio Seong-jin che prima di ritornare a Seul, riceve dal nonno il libretto di risparmi in cui lui e sua moglie Mal-nyeo hanno messo da parte tutto quello che avevano per lui.
L'inverno è arrivato, la storia della famiglia Kim prosegue, ma certe tradizioni e usanze sembrano destinate a non trasmettersi più, sebbene i legami di sangue appaiano sempre saldi.

## Accoglienza

### Critica
Per i temi trattati e per come sono descritte alcune situazioni e alcuni personaggi, la pellicola dell'esordiente Oh è stata avvicinata a certa filmografia di Yasujirō Ozu, autore giapponese che attorno agli anni '50 analizza a fondo i rapporti tra le generazioni e come certe tradizioni siano inesorabilmente sconfitte dal passare del tempo.